# Kloster St. Jacobi (Halberstadt)
Das Kloster St. Jacobi in Halberstadt war ein Nonnenkloster von Zisterzienserinnen, das 1199 gegründet wurde.
Ab dem 17. Jahrhundert wurde das Kloster im Volksmund nur noch als Burchardikloster bezeichnet. Im Zuge der Säkularisation wurde das Kloster 1808 aufgehoben und verkauft.
Es wurde dort errichtet, wo bereits einige Jahre zuvor ein Hospital für Pilger mit dem gleichen Patrozinium entstanden war. Im 19. Jahrhundert gingen die Gebäude letztlich in Privatbesitz über. Ein Teil der Bibliotheksbestände, die der Obergerichtsrat Ernst Georg Julius Hecht erwarb, wurde nach dem Zweiten Weltkrieg in das Niedersächsische Staatsarchiv verbracht.
Heute nutzt das Kolping-Bildungswerk Sachsen-Anhalt das Gelände des ehemaligen Klosters, an das noch der Straßenname „Am Kloster“ erinnert.
Tochtergründungen waren Kloster Sankt Marien zu Helfta, Kloster Adersleben und Kloster St. Gertrud in Hedersleben.